# Jean-Baptiste Antoine Émile Béranger
Pour les articles homonymes, voir Béranger.
Jean-Baptiste Antoine Emile Béranger, né à Sèvres le 31 août 1814, où il est mort le 21 mai 1883, est un peintre de genre français.

## Biographie
Charles Béranger est le fils d'Antoine Béranger, peintre à la manufacture de Sèvres et le frère des peintres Suzanne Estelle Apoil, née Béranger et de Charles Béranger.
Il obtient une 3e médaille en 1846.

## Œuvres
- Combing My Lady's Tresses, Josef Mensing Gallery, Hamm-Rhynern[3]
- 1847, Portrait de jeune femme, musée Sarret Grozon[4]
- 1848, Femme curieuse, Musée de l'Ermitage[5]
- 1850, Un graveur en taille-douce, Musée de l'Ermitage[6]
- 1856, Instructions maternelles, Musée de l'Ermitage[5]